# Мануель Камачо
Мануель Камачо Мелендес (ісп. Manuel Camacho Meléndez, 6 квітня 1929, Халіско — 24 вересня 2008, Сан-Дієго) — мексиканський футболіст, що грав на позиції воротаря, зокрема, за клуби «Толука» та «Америка», а також національну збірну Мексики.
Дворазовий володар кубка Мексики. Володар Суперкубка Мексики.

## Клубна кар'єра
У футболі дебютував 2 листопада 1944 року виступами за команду «Америка», в якій провів два сезони. 
Згодом з 1946 по 1955 рік грав у складі команд «Веракрус», «Астуріас», «Атлетіко Марте» із Сальвадора та «Америка».
Своєю грою за останню команду привернув увагу представників тренерського штабу клубу «Толука», до складу якого приєднався 1955 року. Відіграв за команду з Толука-де-Лердо наступні чотири сезони своєї ігрової кар'єри.
1961 року повернувся до клубу «Америка». Цього разу провів у складі його команди три сезони. 
Протягом 1964—1966 років захищав кольори клубу «Атланте».
Завершив ігрову кар'єру у команді «Чикаго Сперс», за яку виступав протягом 1967 року.

## Виступи за збірну
17 березня 1956 року дебютував в офіційних матчах у складі національної збірної Мексики в матчі з Чилі (2-1), замінивши Хайме Гомеса за рахунку 1-1. Ця гра так і залишилася його єдиним матчем у футболці національної збірної.
Був присутній в заявці збірної на чемпіонаті світу 1958 року у Швейцарії, але на поле не виходив.
Помер 24 вересня 2008 року від серцевого нападу на 80-му році життя в американському місті Сан-Дієго.

## Титули і досягнення
- Володар кубка Мексики (2):

«Америка»: 1954, 1955
- Володар Суперкубка Мексики (1):

«Америка»: 1955